# Хромогорб
Хромогорб (укр. Хромогорб) — село в Грабовецко-Дулибской сельской общине Стрыйского района Львовской области Украины.
Население по переписи 2001 года составляло 85 человек. Занимает площадь 0,7 км². Почтовый индекс — 82456. Телефонный код — 3245.